# Jeju Haehyeop
Jeju Haehyeop (kor. 제주해협, hancha: 濟州海峽, MCR: Cheju Haehyŏp) – cieśnina położona między południowym wybrzeżem kontynentalnej części Korei Południowej a wyspą Czedżu. Łączy Morze Żółte z wodami Morza Południowochińskiego. Ma 87 km szerokości i do 160 m głębokości. W cieśninie znajduje się wiele małych wysepek, takich jak Geomundo, Yeoseodo, Gageodo i archipelag Chuja. Cieśnina jest często wykorzystywana w międzynarodowej żegludze morskiej jako szlak łączący różne części mórz otwartych z wyłącznymi strefami ekonomicznymi. Cieśnina była w przeszłości zamknięta dla statków z Korei Północnej. Dopiero 10 sierpnia 2005 roku Korea Północna i Korea Południowa osiągnęły porozumienie, na mocy którego statki północnokoreańskie używane do celów cywilnych mogą przepływać przez cieśninę. 24 maja 2010 roku południowokoreańskie Ministerstwo ds. Zjednoczenia ponownie wprowadziło całkowity zakaz przepływu północnokoreańskich statków przez cieśninę w odpowiedzi na zatonięcie korwety Cheonan. Przez cieśninę przepływa ciepły prąd Kuro Siwo.